# Viktor Kupreichik
Viktor Davidovich Kupreichik (en ruso: Ви́ктор Давыдо́вич Купре́йчик, en bielorruso: Віктар Давыдавіч Купрэйчык, Minsk, 3 de julio de 1949 - 22 de mayo de 2017) fue un ajedrecista bielorruso que obtuvo el título de Gran Maestro desde 1980.

## Biografía
Al inicio de su carrera, ganó la medalla de oro individual en el 15º Campeonato del Mundo de Estudiantes por equipos en Ybbs en 1968.
Ganó el Campeonato de ajadrez de Bielorrusia en 1972 y 2003.
Se proclamó campeón en el Torneo de Maestros de Wijk aan Zee de 1977, Kirovakan 1978 (exaequo), Abierto de Reykjavík 1980, Plóvdiv 1980, Medina del Campo 1980, y el Hastings International Chess Congress de 1981/82.
En 1986 compartió el primer lugar con Artur Yusúpov en el Campeonato abierto del Canadá en Winnipeg.
En 2002 Kupreichik ganó el Grupo B de la primera edición del Abierto Aeroflot.
En 2010, ganó el Campeonato de Europa de Ajedrez rápido.
Fue un jugador muy competitivo, que a menudo lideró torneos en les primeras rondas, pero después perdió fuelle en las últimas. Por ejemplo, en los Campeonatos soviéticos de 1979 y 1980, ganó cinco partidos consecutivos, pero solo acabó sexto en las dos ocasiones.